# Żeleznica
Żeleznica (bułg. Железница) – wieś w Bułgarii; 1600 mieszkańców (2010).